# Abuna Messias
Abuna Messias es un film dramático de corte histórico de 1939 dirigida por Goffredo Alessandrini y protagonizado por Camillo Pilotto, Enrico Glori y Mario Ferrari. El film fue galardonado con la Copa Mussolini en el  Festival Internacional de Cine de Venecia de 1939. Es el retrato de la vida de Guglielmo Massaia, un misionero del siglo XIX que hizo su trabajo apostólico en el Imperio etíope.

## Reparto
- Camillo Pilotto como el cardenal Guglielmo Massaia, Cardenal Messias
- Enrico Glori como el rey Menelik
- Mario Ferrari como Abuna Atanasio
- Amedeo Trilli como  Ghebrà Selassié, el consejero de Alem
- Berché Zaitù Taclè como la princesa Alem
- Ippolito Silvestri como el rey Johannes
- Francesco Sala como el marqués Antinori
- Roberto Pasetti como el padre Leone
- Abd-el-Uad como el jefe indígena Abu Beker
- Oscar Andriani como el padre Reginaldo Giuliani
- Corrado Racca como Camillo Benso, conde de Cavour

## Premios
- Festival de Venecia: Copa Mussolini (1939).